# Giro di Toscana 1987
Il Giro di Toscana 1987, sessantunesima edizione della corsa, si svolse il 16 maggio su un percorso di 238,5 km, con partenza a Firenze e arrivo ad Arezzo. Fu vinto dall'italiano Renato Piccolo della Gewiss-Bianchi davanti ai suoi connazionali Claudio Chiappucci e Roberto Pagnin.

## Ordine d'arrivo (Top 10)
| Pos. | Corridore                | Squadra                      | Tempo    |
| ---- | ------------------------ | ---------------------------- | -------- |
| 1    | Renato Piccolo           | Gewiss-Bianchi               | 6h17'00" |
| 2    | Claudio Chiappucci       | Carrera-Vagabond-Peugeot     |          |
| 3    | Roberto Pagnin           | Gewiss-Bianchi               |          |
| 4    | Gianbattista Baronchelli | Del Tongo-Colnago            |          |
| 5    | Luigi Furlan             | Paini-Bottecchia-Sidi        |          |
| 6    | Emanuele Bombini         | Gewiss-Bianchi               |          |
| 7    | Claudio Corti            | Supermercati Brianzoli-Chat. |          |
| 8    | Johan Van Der Velde      | Gis Gelati-Jollyscarpe       |          |
| 9    | Rodolfo Massi            | Magniflex-Centroscarpa       |          |
| 10   | Mauro Gianetti           | Paini-Bottecchia-Sidi        |          |